# 平繁盛
平 繁盛（たいら の しげもり）は、平安時代中期の武将。常陸大掾に任じられたため、大掾繁盛とも呼ばれ、常陸平氏・大掾氏の実質的な祖となった。

## 略歴
平国香の次男として誕生。母は『尊卑分脈』では家女房とされている。
兄・貞盛らと共に平将門の乱を鎮圧し、武名を挙げた。しかし繁盛に対する恩賞は少なく、繁盛は大いに不満をもった。繁盛は乱後46年経った寛和2年（986年）になってから国家守護のために大般若経600巻の書写を比叡山延暦寺へ奉納して忠誠を示そうとしたが、これを武蔵国において仇敵であった平忠頼・忠光らによって妨害された。繁盛は朝廷に訴え一度は追討を出されたが、まもなくその訴えも無効になってしまった。そのため太政官に対し上申書を提出し各国の国衙を経由して奉納するという条件でやっとのことで比叡山への奉納を完遂することができた。

## 系譜
- 父：平国香（872?-935）
- 母：家女房
- 妻：斎部俊成娘
  - 男子：平兼忠
- 生母不明の子女
  - 男子：平維幹 - 平貞盛の養子
  - 男子：平維茂?（?-1022?） - 平兼忠の子とも。平貞盛の養子
  - 男子：平安忠?（?-951?） - 平維茂の子とも
  - 男子：平維朝
  - 男子：平維将? - 平貞盛の子とも

## 登場作品
テレビドラマ
- 『風と雲と虹と』（1976年、NHK大河ドラマ、演：佐々木剛）